# Friedrich Knorr (Politiker)
Friedrich Knorr (* 10. November 1904 in Neustadt bei Coburg; † 1. April 1978 in Coburg) war ein deutscher Politiker der CSU.

## Leben und Beruf
Nach dem Besuch der Oberrealschule in Coburg wechselte Knorr auf das Realgymnasium in Sonneberg, wo er das Abitur ablegte. Anschließend studierte er Philosophie, Soziologie, Geschichte und Germanistik in Erlangen, Marburg, Köln, Bonn und Leipzig. In Marburg wurde er 1929 promoviert und absolvierte anschließend seine bibliothekarische Ausbildung in Erfurt und Leipzig. Ab 1932 war er Universitätsbibliothekar in Leipzig. Zum 1. Mai 1933 trat er in die NSDAP ein (Mitgliedsnummer 2.382.905). 1941 wurde er zum Direktor der Rothschildschen Bibliothek in Frankfurt am Main berufen, die seit 1935 Bibliothek für neuere Sprachen und Musik genannt wurde, und war in dieser Funktion auch stellvertretender Direktor der Gesamtverwaltung der Frankfurter Bibliotheken. Ab 1943 leitete er die Auslagerung der Frankfurter Bibliotheksbestände nach Oberfranken, wo sich in Mitwitz ab 1944 auch die Verwaltung der Frankfurter Bibliotheken befand. 1944 erfolgte seine Aufnahme in die Akademie gemeinnütziger Wissenschaften zu Erfurt. 
Anfang März 1945 wurde Knorr noch zum Kriegsdienst einberufen und geriet in amerikanische Kriegsgefangenschaft. Nach der Rückkehr aus der Gefangenschaft übernahm er 1949 die Leitung der Landesbibliothek in Coburg.

## Abgeordneter
Dem Deutschen Bundestag gehörte Knorr von 1957 bis 1965 an. Er vertrat dort als Abgeordneter der CSU den Wahlkreis Coburg. Von 1961 bis 1965 leitete er den Büchereibeirat des Bundestages.